# Nemoria conspersa
Nemoria conspersa là một loài bướm đêm trong họ Geometridae.